# Sanselighed
Sanselighed betegnes ofte som at man hengiver sig til behagelige sanseoplevelser gennem sindet. Det betegner også en form for erotik. I den traditionelle, europæiske tænkning har man set et afgørende skel mellem krop og sjæl. Sjælen, som rummede tænkning, religiøsitet, vilje og pligtfølelse, blev anset for at være en fange i kroppens urene fængsel, som var fyldt med fristelser, der kunne trække sjælen væk fra dens rette element: det guddommelige.
Ud fra den grundtanke blev sanselighed fordømt som en bevidst hengivelse til disse "kødelige" fristelser. Det var i sig selv et svaghedstegn, som behøvede retledning, men det var også et skråplan, der kunne føre sjælen bort fra troen på Gud. Det er i det lys, man skal se de gentagne påstande om heksenes sanselighed og tøjlesløse hengivelse til Djævelen.
Sanselighed betød for datidens mennesker en hengivelse til det onde, og det førte tidligt til, at den blev fordømt under navnet "nydelsessyge (luxuria). Sammen med andre såkaldte laster blev nydelsessyge regnet for én af de syv dødssynder.
| Religion | Spire Denne religionsartikel er en spire som bør udbygges. Du er velkommen til at hjælpe Wikipedia ved at udvide den. |